# 西奧多·羅斯福第二次總統就職典禮
西奧多·羅斯福第二次總統就職典禮於1905年3月4日（星期六）舉行，本次就職典禮象徵西奧多·羅斯福第二任（也是完整的一任）總統任期的開始，以及查爾斯·W·費爾班克斯唯一一任副總統任期的開始。 首席大法官梅尔维尔·富勒主持了宣誓儀式。

## 外部連結
- 西奧多·羅斯福第二次總統就職典禮 (1905年) （页面存档备份，存于）
- YouTube上的第二次就職遊行片段
- 羅斯福就職演說文本 （页面存档备份，存于）